# The Chronicles of Spellborn
The Chronicles of Spellborn war ein Massen-Multiplayer-Online-Rollenspiel (engl. Massively Multiplayer Online Roleplaying Game, kurz MMORPG). Spellborn wurde seit 2004 von dem niederländischen Spieleentwickler Spellborn auf Basis der Unreal Engine entwickelt und erschien am 27. November 2008. Bereits im Juli 2009 wurde der Serverbetrieb in Europa mangels Spielerinteresse wieder eingestellt und es erfolgte eine Umstellung auf ein Geschäftsmodell ohne monatliche Beitragszahlungen (Free-to-play). Am 26. August 2010 wurden schließlich auch die US-Server abgeschaltet.

## Die Geschichte
In „The Chronicles of Spellborn“ übernimmt der Spieler die Rolle eines Helden in einer post-apokalyptischen Umgebung.
Der Beginn der Geschichte bis hin zur Zerstörung der Welt wird von den Sekk-Sotyll-Rollen dokumentiert. Sie beschreiben den Aufstieg der Acht Dämonen und die Entstehung von Dienerrassen. Die Welt wurde zerstört, die gesamte Landmasse in einzelne Splitter gesprengt und es gab nur wenige, die diese Zerstörung überlebt haben.
500 Jahre nach der Zerstörung erwachten die Überlebenden und gründeten trotz des Krieges gegen die Schädelprinzessin eine neue Zivilisation. Graidlon Marrow opferte sich gemeinsam mit vier Freunden um den Krieg zu beenden und es entstand die Enklave der Fünf Opfer.
In den Jahren nach Marrows Kreuzzug weitete die Enklave ihr Reich auf mehrere Splitter aus, auf der Suche nach neuen Splittern trafen die Entdecker auf die Vhuul. Ein neuer Krieg entbrannte um die Herrschaft über die Splitter, im Zuge dessen sich die Bewohner der Enklave vorübergehend vom Orakel abwandten.

### Spielwelt
Die Welt kann in zwei Bereiche eingeteilt werden, die so genannte Ahnenwelt bezeichnet die Welt vor der Zerstörung, in der Gegenwart ist die Welt als Splitterreich bekannt. Der Spieler ist in der Lage sowohl die Welt der Gegenwart zu entdecken als auch in die Zeit der Vorfahren zu reisen und die historischen Geschehnisse vor der Zerstörung zu erleben.
Die einzelnen Splitter treiben in einem magischen Strudel, dem so genannten Deadspell. Felsen in diesem Sturm kollidieren von Zeit zu Zeit mit den Splittern, und die am besten geschützten Bereiche sind diejenigen tief im Inneren der Splitter selbst.
Die äußere Oberfläche der Splitter, die Außenschale, ist eine felsige Umhüllung, die das einzige Erkennungsmerkmal der Splitter von außen ist, da die Städte tief im Inneren der Splitter sind und von außerhalb des Splitters nicht gesehen werden können. Die bewohnten Inseln innerhalb der Splitter werden Oppidan genannt. Die Innenschale ist die innere Wand des Splitters, die zur selben Schale gehört wie die an der Außenseite. Sie bildet die äußerste Sichtgrenze der Splitterbewohner, ihren Horizont und Himmel.
Fokale Öffnungen versorgen die Splitterwelten mit Licht, da es keine Lichtquellen im Inneren der Splitter gibt. Diese Öffnungen oder Löcher lassen nur sehr wenig außer Licht durch und bahnen sich ihren Weg durch die Schale zur Levee. Die Levee ist der Raum zwischen der Schale und dem Oppidan und variiert in der Größe. Dieser Raum dringt für gewöhnlich durch die Oberfläche der Splitter und stellt den einzigen Weg dar, die Splitter zu betreten.

### Völker
Es gibt zwei Rassen im Spellborn-Universum: Menschen und Daevi. Beide leben einträchtig in allen Gebieten des Splitterreiches zusammen.
Die Daevi sind Nachfahren der höheren Klasse aus dem Reich der Acht Dämonen mit den Menschen. Ihre Ahnen waren hauptsächlich Mitglieder von Truppen, die ausgesandt wurden, um den Aufstand der Menschen niederzuschlagen. Nach dem Untergang der Ahnenwelt waren die Daevi gezwungen, mit den überlebenden Menschen zusammenzuarbeiten. Außer ihrem ungewöhnlichen Aussehen besitzen die Daevi Geburtszeichen: Alle Daevi werden unter einem dieser mythischen Zeichen geboren, das bestimmte Aspekte ihres Lebens festlegt.
Die Menschen wurden im antiken Regime als Diener gesehen und für unterschiedliche Tätigkeiten eingesetzt. Sie waren Diener, aber auch Krieger, die gegen rivalisierende Armeen eingesetzt wurden. Diese Einsätze brachten fünf dieser menschlichen Armeen in eine offene Revolution gegenüber ihren Herrschern. Menschen sehen so aus, wie man es von ihnen erwartet, sie haben verschiedene Körperformen und Hautfarben, fast wie in der realen Welt.
Zur aktuellen Zeit arbeiten die Menschen mit den Daevi zusammen, um nach dem antiken Konflikt eine neue Ordnung zu schaffen.

### Klassen
Es gibt insgesamt neun Klassen, die in drei Archetypen unterteilt werden:
| Kämpfer     | Zauberer    | Schurke   |
| ----------- | ----------- | --------- |
| Blutkrieger | Ahnenmagier | Todeshand |
| Grollwache  | Sturmseher  | Phantom   |
| Adept       | Runenmagier | Trickser  |

Die Auswahl der Klasse kann unabhängig von der Rasse getroffen werden. Es gibt weder Einschränkungen oder Nachteile noch Vorteile durch die Wahl der Rasse.

## Das Fertigkeits- und Kampfsystem

### Fertigkeiten
Die Klassen werden Zugang zu einer großen Zahl an verschiedenen Fertigkeiten haben, die sie im Kampf verwenden können, aber es werden zu jedem beliebigen Zeitpunkt nie mehr als eine Handvoll gleichzeitig auf dem Bildschirm sein. Da die Spieler sich während des Kampfes schon um das Zielen und um taktische Entscheidungen kümmern müssen, werden sie so nicht mit Unmengen verschiedener Zaubersprüche und Fertigkeiten überschwemmt – zumindest nicht mit allen zur gleichen Zeit.
Alle Fertigkeiten, die eine Klasse bisher erlernt hat, werden im Fertigkeitsbuch gelistet. Charaktere lernen neue Fertigkeiten während sie sich durch die Welt von Spellborn bewegen und mehr über die Ahnenwelt erfahren. Fertigkeiten, die man in früheren Leveln erlernt, werden immer an den Level angepasst. Der Schaden und die Auswirkungen einer Fertigkeit stehen in direktem Zusammenhang mit der Stärke der Klasse, der diese verwendet und bleiben so während des gesamten Spiels sinnvoll anwendbar.
Fertigkeiten im Fertigkeitsbuch sind nicht automatisch während des Kampfes verfügbar; sie müssen im Fertigkeitsdeck platziert werden, um im Kampf nutzbar zu sein. Der Spieler muss mehrere Fertigkeiten aus dem Buch wählen und diese im eigenen Deck platzieren. Es besteht aus bis zu 6 Reihen (tiers) mit jeweils maximal 5 Plätzen pro Reihe. Jeder Platz kann mit einer beliebigen Fertigkeit belegt werden, immer vorausgesetzt, dass die Fertigkeit erlernt wurde und im Fertigkeitsbuch zur Verfügung steht.

### Kampf
Das Kampfsystem von Spellborn will erreichen, dass die Auswirkungen von taktischen Entscheidungen, die der Spieler im Kampf trifft, stärker hervortreten. Viele Spiele verwenden ein Kampfsystem, das die Schadensberechnung auf Formeln und prozentuale Trefferchancen legt und damit dem Spieler einen Teil der Kontrolle und damit auch den Spaß am Sieg nimmt.
In Spellborn gibt es weder Ausweich- noch Trefferchancen, dafür können Attribute und Zustände aufgewertet oder verringert werden, wie beispielsweise durch Erhöhung der Angriffsgeschwindigkeit oder Reduktion der maximalen Trefferpunkte des Gegners.
Eine der Hauptänderungen bei TCoS ist das Zielerfassungssystem. Der automatische Angriff, wie er in anderen MMORPGs existiert, wurde aus dem Spiel genommen. Er ermöglicht, einen Gegner nur anzuklicken und den Knopf zum Angreifen zu drücken. Stattdessen trifft man bei TCoS dorthin, wo man hinzielt, und muss den Gegner deswegen in einer Art von „Fadenkreuz“ halten. Wenn man also den Kampf gewinnt, kann man sicher sein, dass die eigenen Reaktionen und Entscheidungen den Unterschied zwischen Leben und Tod ausgemacht haben, und nicht etwa Würfelglück oder Wahrscheinlichkeiten.
Während des Kampfes ist nur eine von sechs Reihen aus dem Fertigkeitsdeck aktiv. Zu Beginn der Auseinandersetzung ist immer die erste dieser Reihen zu sehen. Wenn eine Fertigkeit ausgeführt wurde, wird die nächste Reihe aktiviert. Sobald in der letzten Reihe eine Fertigkeit verwendet wurde, wird wieder die erste Reihe aktiviert. Die Zeit, die bis zum aktiv werden der nächste Reihe vergeht ist davon abhängig, welche Fertigkeit zuvor benutzt wurde und wie hoch die momentane Angriffsgeschwindigkeit des Charakters ist. Um eine Fertigkeit zu verwenden, wählt der Spieler diesen mit den Zahlentasten an und löst ihn dann mit der Maustaste aus. Sobald sie aktiviert wurde, zeigt die Fertigkeit in dem Bereich Wirkung, der vom Spieler anvisiert wurde. Folgt auf die Nutzung einer Fertigkeit eine längere, inaktive Pause, springt das Deck wieder in die erste Reihe zurück.

## Das Politische System

### Das Orakel
Das Orakel ist die letzte verbleibende Oberseele. Um die Fehler der Vergangenheit zu vermeiden, beschäftigt sich das Orakel nun als einzige überlebende Oberseele hauptsächlich mit der Ausbildung von Mitgliedern der Enklave.
Das Orakel lehrt sie, sich zu verteidigen, indem es sie in Kriegsepochen aus der Geschichte der Welt der Ahnen versetzt. Diese Lehren sind Visionen in Traumform und werden Ahnenquests genannt. So führt und schult das Orakel die neuen Mitglieder der Häuser. Sie werden stärker und lernen von den Fehlern, die ihre Ahnen gemacht haben. Das Orakel kennt außerdem die Position neuer Splitterreiche, die besiedelt werden können. Wenn ein Hohes Haus mehrere tausend Neulinge schickt, um sie die Ahnenquests durchführen zu lassen, wie das Orakel es möchte, dann wird das Orakel diesem Hohen Haus vielleicht den Weg durch den Deadspell zeigen und ihm dadurch neue Handelsrouten und eine Zunahme an Macht und Status ermöglichen.

### Die Hohen Häuser
Die Hohen Häuser bilden eine relativ stabile, jedoch häufig untereinander konkurrierende Allianz, die als die Enklave der fünf Opfer bekannt ist. Jedes dieser Häuser versucht innerhalb der Allianz, soviel Macht wie nur möglich zu gewinnen.
Ein Haus vereint mehrere Gilden, die ihrem Haus Ehre machen und seine Interessen und Ansichten verbreiten. Die Angehörigen eines Hauses haben sich bewusst für dieses entschieden und wurden durch ein Initiationsritual feierlich aufgenommen. Jedes Haus hat seine Eigenheiten. Ihre Strukturen mögen einander ähneln, doch ihre Praktiken, Bräuche, Gewohnheiten und Anhänger unterscheiden sich in vielen Punkten.
| Haus Maul | Haus Rune | Haus Silver | Haus Shroud | Haus Torque |
| --------- | --------- | ----------- | ----------- | ----------- |

### Gilden
Gilden sind Verbände von Helden der Enklave. Die Helden einer Gilde unterstützen einander in vielerlei Hinsicht und werden durch viele gemeinsame Bestrebungen zusammengeschweißt. Jede Gilde ist im Besitz einer eigenen Gildenhalle, in dieser werden die Gildenmitglieder einfachen Zugang zu Handwerkern und Läden haben.
Gilden können besondere Belohnungen erhalten, die der ganzen Gilde einen dauerhaften Bonus geben. In der Gildenhalle kann der Gildenleiter oder einer seiner Offiziere die aktive Trophäe wechseln, sodass die ganze Gilde in den Genuss des Trophäenbonus kommt, je nachdem was die Gilde gerade braucht. Alle bereits erworbenen Trophäen werden in der Gildenhalle ausgestellt, so dass die Gildenmitglieder sie jederzeit dort bewundern können.
Mitglieder einer Gilde können ihre Rüstung mit einer Farbkombination, die der Gildenmeister bei der Gründung bestimmt, einfärben. Außerdem kann ein besonderes Kleidungsstück oder eine Brustrüstung mit ihrem Logo ausgestattet werden. Dieses Logo kann aus einer Vielzahl von vorgefertigten Designs ausgewählt werden, ein eigenes Logo kann nicht erstellt werden.